# Гачечиладзе, Михаил
Михаил Гачечиладзе (груз. მიხეილ გაჩეჩილაძე; родился 24 декабря 1990 года в Тбилиси) — грузинский регбист, игрок команды «Локомотив-Пенза». Лучший игрок чемпионата России по регби (2019).

## Биография

### Клубная карьера
В юношеские годы начинал играть в регби в Грузии, после перебрался во Францию, играл в клубах чемпионата Федераль 1. В 2016 году был приглашён в «Енисей-СТМ» в качестве усиления под Кубок вызова. Отыграл все 6 матчей на высоком уровне, произвел очень хорошее впечатление на тренерский штаб и подписал полноценный контракт. В 2018 году стал игроком года в команде. На это, не в последнюю очередь, повлияло то обстоятельство, что Михеил являлся лидером по захватам в Кубке вызова. За три года пребывания в клубе стал двукратным чемпионом России.

### Карьера в сборной
Первоначально привлекался к играм второй сборной Грузии. В дальнейшем привлекался к сборам основной команды, однако в окончательную заявку не попал. Первый матч провел 10 февраля 2018 года против Бельгии. 10 марта 2018 года в победной игре (29-9) против России в Краснодаре положил попытку.
Также выступал за сборную по регби-7.

## Достижения
- Чемпион России — 2017, 2018, 2019, 2020/21
- Обладатель Кубка России — 2017, 2020
- Обладатель Суперкубка России — 2017
- Кубок Николаева — 2017, 2018, 2021
- Обладатель Континентального Щита — 2016/17, 2017/18